# Venera-D
Venera-D (tiếng Nga: Венера-Д, phát âm [vʲɪˈnʲɛrə ˈdɛ]) là một tàu vũ trụ thăm dò không gian của Nga được đề xuất để thăm dò sao Kim, sẽ được phóng vào khoảng năm 2026. Mục đích chính của Venera-D là tạo ra các quan sát viễn thám trên khắp sao Kim theo cách tương tự như các tàu vũ trụ thăm dò Venera 15 và Venera 16 trong thập niên 1980 hoặc Magellan của Mỹ đã thực hiện vào những năm 1990, nhưng với việc sử dụng radar năng lượng mạnh hơn. Venera-D cũng dự định lập bản đồ các điểm hạ cánh trong tương lai. Một tàu hạ cánh, dựa trên thiết kế Venera, cũng được lên kế hoạch, có khả năng hoạt động trong một thời gian dài (24 h) trên bề mặt hành tinh.
Chữ "D" trong Venera-D viết tắt của "dolgozhivushaya", có nghĩa là "lâu dài" bằng tiếng Nga. Venera-D sẽ là tàu vũ trụ thăm dò Venus đầu tiên do Liên bang Nga đưa ra (các tàu vũ trụ thăm dò Venera trước đây được đưa ra bởi Liên Xô cũ). Venera-D sẽ đóng vai trò chủ lực cho một thế hệ mới của các tàu vũ trụ thăm dò sao Kim do Nga chế tạo, lên đến đỉnh điểm với một kẻ có khả năng chịu đựng môi trường khắc nghiệt của sao Kim trong hơn 1 giờ do các tàu vũ trụ thăm dò Liên Xô ghi lại. Bề mặt của sao Kim có nhiệt độ trung bình 462 °C (864 Fahrenheit), áp suất 90 bar, và những đám mây carbon dioxide ăn mòn kết hợp với axit sulfuric. Venera-D rất có thể sẽ được đẩy lên bằng tên lửa Proton, nhưng có thể được thiết kế để được phóng lên bằng tên lửa Angara mạnh mẽ hơn thay thế.